# Rafał Łepkowski
Karol Łepkowski herbu Dąbrowa (ur. ok. 1821, zm. 7 listopada 1903 we Lwowie) – właściciel dóbr ziemskich, działacz samorządowy i gospodarczy.

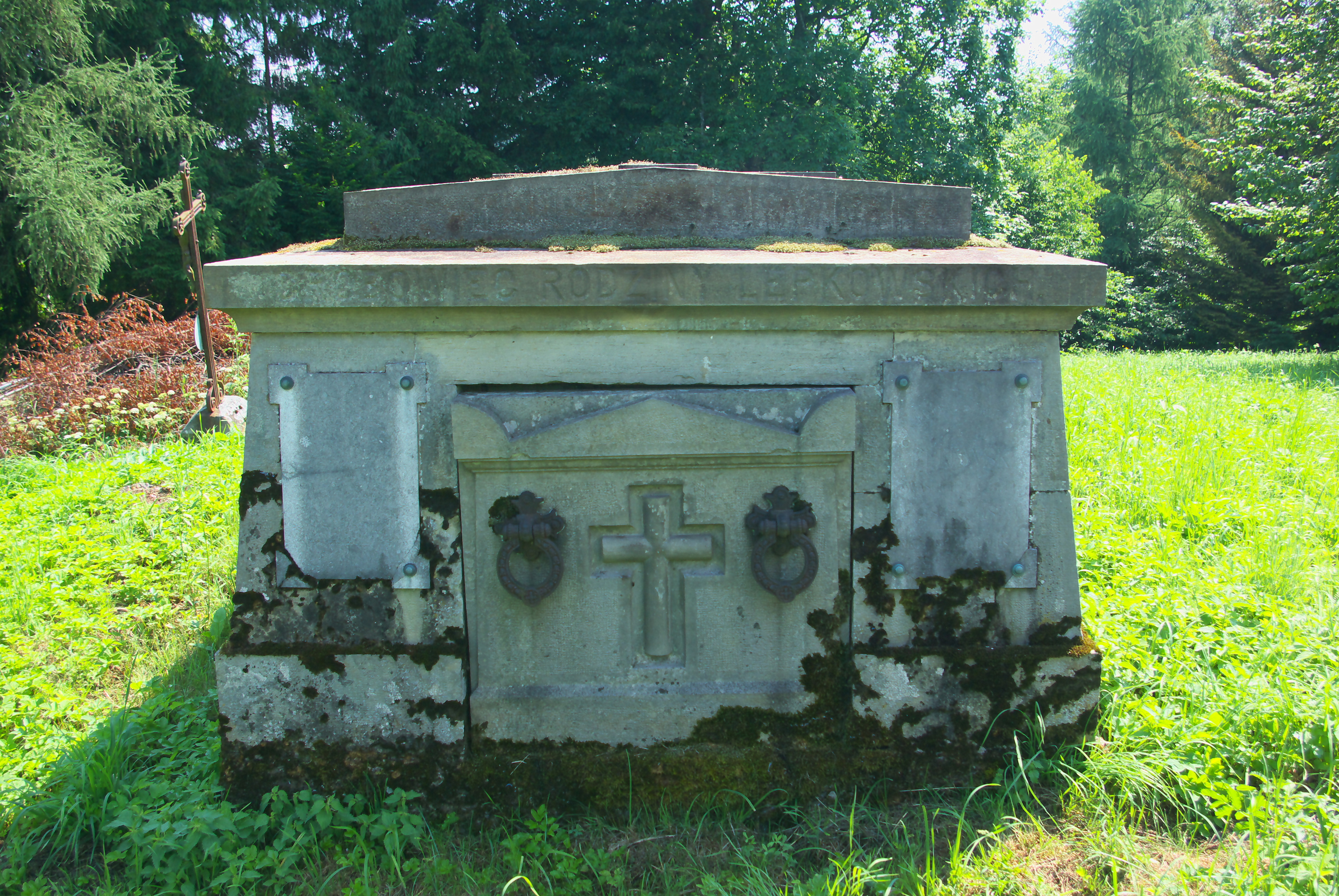
Grobowiec Łepkowskich na starym cmentarzu w Porażu

## Życiorys
Urodził się około 1821. Brał udział w powstaniu listopadowym.
W drugiej połowie XIX wieku był właścicielem wsi Czaszyn i Brzozowice. Był powszechnie poważany na ziemi sanockiej. Z grupy większych posiadłości był wybierany na członka Rady c. k. powiatu sanockiego: w kadencji od 1867 do 1870, pełniąc funkcję zastępcy członka wydziału powiatowego do około 1868 i członka wydziału powiatowego od około 1868, potem w kadencji od około 1874 do około 1877. Jako właściciel ziemski był uprawniony do wyboru posła na Sejm Krajowy Galicji.
Zamieszkał we Lwowie. Początkowo pracował jako sekretarz Ossolineum. Został działaczem Galicyjskiego Towarzystwa Kredytowego Ziemskiego, w którym pełnił stanowiska: delegata (1868, 1869, 1870, 1874, 1875), zastępcy dyrektora (wybrany w 1878), dyrektora (wybierany w 1884, 1889, 1890). Do końca życia był członkiem Galicyjskiej Kasy Oszczędności.
Zmarł 7 listopada 1903 we Lwowie w wieku 82 lat. Został pochowany w grobowcu rodzinnym w Porażu.
Miał dwóch synów, w tym Stanisława, w 1888 mającego poślubić córkę Hieronima Romera.